# 宽足咸水剑水蚤
宽足咸水剑水蚤（学名：Halicyclops latus）为剑水蚤科咸水剑水蚤属的动物，是中国的特有物种。分布于广东等地，主要生活于低盐度的咸淡水中。